# Älvkungen
Ej att förväxla med M/S Elfkungen i Trollhättan
Älvkungen är en tidigare turbåt, som var i trafik på Vindelälven mellan Sorsele och Gillesnuole mellan 1921 och 1938.
Innan båten Älvkungen byggdes, fick fjällbefolkningen vandra i väglöst land, ofta många mil. De fraktade post, gods, kreatur och förnödenheter, vilket gav underlag för båttrafik på älven. Förmannen för bygget av Bräskaforsens kanal byggde en båt och startade trafik med den från Sorsele till Gillesnoule. Han byggde 1920 en större båt på tolv meter, som han året därpå sålde till Johan H Karlsson. Denne döpte båten till Älvkungen och körde från sommaren två turer i veckan den 60 kilometer långa sträckan mellan Sorsele och Gillesnoule på Vindelälven, Nedre Gautaträsk och Storvindeln.
Under 1940-talet byggdes det både vägar och broar längs älven och båttrafiken var inte längre nödvändig. Älvkungen blev liggande på land under många år och finns idag bevarad i ett båthus på hembygdsområdet i Sorsele.

## Kopia
En kopia av Älvkungen, med tillgodoseende av moderna krav på turbåtar, färdigställdes 2004 efter originalritningarna. Den nya Älvkungen har tidigare ägts av Sorsele kommun och har hemmahamn vid hembygdsområdet i Sorsele.
Sedan sommaren 2009 ägs båten av den ideella föreningen Älvkungens vänner, vilken också driver trafiken längs farleden.